# ヘゲモネ (衛星)
ヘゲモネ（英語：Hegemone、確定番号：Jupiter XXXIX）は木星の第39衛星である。
2003年2月8日に、スコット・S・シェパードが率いるハワイ大学の観測チームによって発見され、S/2003 J 8 という仮符号が与えられた。観測にはすばる望遠鏡、ハワイ大学の望遠鏡が用いられ、2003年3月6日に小惑星センターのサーキュラーで公表された。その後2005年3月30日に、ギリシア神話のゼウスの娘でありカリスの一人であるヘーゲモネーに因んで命名され、Jupiter XXXIX という確定番号が与えられた。
ヘゲモネの見かけの等級は22.8であり、アルベドを0.04と仮定した場合、ヘゲモネの直径はおよそ 3 km と推定される。また、密度を 2.6 g/cm3 と仮定した場合、質量はおよそ 4.5 ×1013 kg と推定される。ヘゲモネは、木星から2300万〜2400万km前後の距離を逆行軌道で公転し、軌道傾斜角が 145°〜158° 程度の不規則衛星のグループであるパシファエ群に属している。